# Teate
Teate (grec antic: Τεατέα) va ser la ciutat capital dels marrucini, situada dalt d'un turó a uns 5 km del riu Aternus i a 15 km de la costa de la mar Adriàtica. Sili Itàlic l'anomena «gran» i «il·lustre». Els Itineraris situen la ciutat a la via Valèria.
No se sap quan la van conquerir els romans. Va rebre una colònia romana amb August, però no va obtenir el títol de colònia i sempre va ser un municipi, encara que per les inscripcions trobades, era important. Va adquirir especial fama a inicis de l'Imperi per ser el lloc de naixença de Gai Asini Pol·lió, orador, historiador i poeta del temps d'August. La Gens Asínia era originària de la ciutat. Heri Asini va ser el cap dels marrucini durant la guerra social. Sembla que una altra família notable de la ciutat era la gens Vètia.
Fins a l'edat mitjana va ser la capital d'un districte i la seu d'un bisbat. Avui dia es diu Chieti. S'hi conserven restes del teatre, un dipòsit d'aigua i dos temples convertits en esglésies: un temple d'Hèrcules, avui Santo Paolo i un temple de Diana avui Santa Maria del Tricaglio. Totes les restes trobades són dels inicis de l'Imperi Romà.